# Еврейская община Виндхука
Еврейская община Виндхука (англ. Windhoek Hebrew Congregation)  — это культурная и религиозная организация, занимающаяся изучением, развитием и распространением еврейской культуры и иудаизма в Намибии.

## История
Первые евреи переселились в Намибию в 1861 году. После того, как в 1884 году территория Намибии была включена в состав колонии Германская Юго-Западная Африка, количество евреев в Намибии значительно возросло. Это было связано с началом экономического роста данного региона. Однако по законам Германии того времени на территории колонии не могло проживать более 100 евреев. Большинство евреев в начале XX века проживало в Свакопмунде. Однако в 1917 году для них в центре Виндхука был построен квартал. В том же году была официально создана еврейская община Виндхука. Поначалу в её входило всего лишь 20 семей.
В 1923 году в Виндхуке началось строительство синагоги, которая была построена в 1924 и официально открыта в 1925 году. С того времени синагога стала местом сбора еврейской общины Виндхука. В ней регулярно проводятся субботние и праздничные мероприятия. Южноафриканский еврейский совет депутатов предоставляет хазана для проведения фестивалей.
Долгое время почетным вице-президентом общины был известный предприниматель и меценат Гарольд Пупкевиц. 
В 1965 году в Намибии (в основном в Виндхуке) уже насчитывалось около 500 евреев, что составляло в то время около одного процента от общей численности белого населения в Намибии. В тот момент в состав Еврейской общины Виндхука входило 130 семей. 
После того как 21 марта 1990 года Намибия стала независимой страной, количество белого населения резко сократилось. В данный момент на территории Намибии проживает около 100 евреев. Из них 45 человек являются членами Еврейской общины Виндхука.